# イオルゴス・セフェリス
イオルゴス・セフェリスは、20世紀を代表するギリシャの詩人であり、外交官である。本名はイオルゴス・セフェリアディス（Γιώργος Σεφεριάδης）といい、セフェリスは筆名であった。

## 生涯
イオルゴス・セフェリスは1900年3月13日（ユリウス暦2月29日）、小アジアのイズミル近郊ウルラで生まれた。父親のステリオス・セフェリアディスは弁護士、詩人、翻訳家であり、後にアテネ大学の教授となった。父親は君主制に反対し、「メガリ・イデア」を支持するヴェニゼロス主義者で、公用語としてのカサレヴサの支持者であった。これらの政治的・文化的信条は息子であるセフェリスにも影響を与えた。1914年に一家はアテネへ移住する。
セフェリスは1918年から1925年までパリ大学で法学を学んだ。学生時代の1922年9月、長らくギリシャの統治下にあったスミルナがトルコに再併合された。これによりセフェリスの家族を含む多くのギリシャ人が難民となり、故郷を失う悲劇を経験した。セフェリスは1950年までスミルナを訪れることはなかったが、この故郷喪失の感情は彼の詩に深く刻まれ、オデュッセウスの物語に強い関心を示すきっかけともなった。彼はまた、コンスタンディノス・カヴァフィス、T・S・エリオット、エズラ・パウンドといった詩人たちから多大な影響を受けている。

## 外交官としてのキャリア
1925年、セフェリスはアテネに戻り、ギリシャ外務省に入省した。ここから彼の外交官としての輝かしいキャリアが始まる。1931年から1934年にはイングランドに、1936年から1938年にはアルバニアに赴任した。
第二次世界大戦中の1941年4月9日、ドイツ軍がギリシャに侵攻する前日にマリア・ザンノウと結婚。彼はギリシャ自由政府と共にクレタ島、エジプト、南アフリカ共和国、イタリアなどで亡命生活を送り、1944年にアテネに帰還した。戦後も外交官として、1948年から1950年にトルコのアンカラに、1951年から1953年にはロンドンに赴任した。その後、1953年から1956年にかけてレバノン、シリア、ヨルダン、イラクといった中東諸国でギリシャの代表を務め、1957年から1962年には駐イギリス大使を務めた。これが彼の外交官としての最後の任務となった。
セフェリスは多くの名誉と賞を受賞している。これには、1960年のケンブリッジ大学、1964年のオックスフォード大学、1964年のサロニカ大学、1965年のプリンストン大学から贈られた名誉博士号などが含まれる。

## キプロス問題と政治的関与
セフェリスは1953年11月に初めてキプロスを訪れた。その景色や人々の構成、習慣が故郷の夏の風景と似ていたため、彼はすぐにこの島を深く愛するようになった。彼の詩集『航海日誌III』はこの島から着想を得たものであり、多くの詩がキプロスで創作された。この詩集が完成した後、セフェリスは6、7年間、詩作から遠ざかった時期があった。当初、この詩集にはエウリピデスの『ヘレネ』から引用された「キプロス、そこは私の運命が定めた場所…」というタイトルが付けられていた。このタイトルは、セフェリスがこの島に見出した故郷への帰属感を強く表している。しかし、彼は1959年の版でこのタイトルを変更した。
政治的には、キプロスはイギリス、ギリシャ、トルコの間で領有権が争われる複雑な状況にあった。セフェリスは外交官としての地位を確立する中で、キプロス領有問題の解決に多大な努力を注いだ。この時期は、彼が公的な職務と個人的な感情を深く結びつけた数少ない時期であった。

## ノーベル文学賞
1963年、「ヘレネの世界観への深い感情から着想を得た優れた詩の創作」が評価され、セフェリスにノーベル文学賞が贈られた。彼はギリシャ人として初めてのノーベル文学賞受賞者である。この受賞は、20世紀のギリシャ文芸復興における彼の役割が大きく影響したと考えられている。しかし、彼の受賞スピーチでは、スフィンクスからオイディプスに与えられた謎かけを引き合いに出し、彼自身の人間主義的哲学が強調された。

## 軍事独裁政権への抵抗と晩年
1967年にギリシャで軍事独裁政権が樹立されると、続く2年間で国内には検閲や政治的拘禁、拷問などが蔓延した。セフェリスはこの体制に強く反抗する姿勢を示した。1969年3月28日、彼は英国放送協会（BBC）で声明を発表し、それはアテネの全ての新聞でも報じられた。この声明の中で、彼は「この異常事態は終わらなければならない」と強く訴えた。
セフェリスは、ギリシャ軍事政権がキプロスのマカリオス3世を打倒しようとしたことに端を発し、トルコがキプロスに侵攻した1974年の事件を見届けることなく、1971年9月20日にこの世を去った。彼の葬儀では、アテネの通りを多くの群衆が棺の後を歩き、ミキス・テオドラキスがセフェリスの詩『否定』（ギリシャ語: Άρνηση、別名『隠れた入り江で』Sto Perigiali to Kryfo）を歌い上げた。軍事独裁政権に抵抗し続けた彼の姿勢は、多くの民衆にとってヒーローとしての存在であった。

## 遺産と記憶
ロンドン市内には、セフェリスを記念するブルー・プラークが2箇所に設置されている。1つはメイフェアのアッパー・ブルック・ストリート51番地にあり、もう1つはスローン・アベニューにある。
1999年には、1920年代の希土戦争以来の悪感情を背景に、イズミールにある「ヨルゴス・セフェリス通り（Yorgos Seferis Sokagi）」という地名を改称しようとする議論が起こった。
2004年には、バンド「シグマトロピック」がセフェリスの詩を引用し、彼に捧げたアルバム『16の俳句とその他の物語』をリリースした。このレコーディングには、キャット・パワーやロバート・ワイアットなども参加している。同年開催されたアテネオリンピックの開会式では、セフェリスの詩『神話物語』の一節が朗読された。

## 主な作品

### 詩
- Strofi Στροφή (Strophe, 1931 in poetry|1931)
- Sterna Στέρνα (The Cistern, 1932 in poetry|1932)
- Mythistorima Μυθιστόρημα (Tale of Legends, 1935 in poetry|1935)
- Tetradio Gymnasmaton Τετράδιο Γυμνασμάτων (Exercise Book, 1940 in poetry|1940)
- Imerologio Katastromatos I Ημερολόγιο Καταστρώματος Ι (Deck Diary I, 1940 in poetry|1940)
- Imerologio Katastromatos II Ημερολόγιο Καταστρώματος ΙΙ (Deck Diary II, 1944 in poetry|1944)
- Kichli Κίχλη (The Thrush, 1947 in poetry|1947)
- Imerologio Katastromatos III Ημερολόγιο Καταστρώματος ΙΙΙ (Deck Diary III, 1955 in poetry|1955)
- Tria Kryfa Poiimata Τρία Κρυφά Ποιήματα (Three Hidden Poems, 1966 in poetry|1966)

### 散文
- Dokimes (Essays) 3 vols. (vols 1-2, 3rd ed. (ed. G.P. Savidis) 1974, vol 3 (ed. Dimitri Daskalopoulos) 1992)
- Antigrafes (Translations) (1965)
- Meres (Days – diaries) (7 vols., published post-mortem, 1975-1990)
- Exi nyxtes stin Akropoli (Six Nights at the Acropolis) (published post-mortem, 1974)
- Varvavas Kalostefanos. Ta sxediasmata (Varnavas Kalostefanos. The drafts.) (published post-mortem, 2007)

## 邦訳
- セフェリス詩抄　秋山健編訳、ノーベル賞文学全集：主婦の友社、1972
- セフェリス詩集　志田信男編訳、世界現代詩文庫：土曜美術社、1988、新版1991
- 現代ギリシャ詩選　中井久夫訳、みすず書房、1985。代表作収録